# Club Esportiu Olímpic
El Club Esportiu Olímpic de Xàtiva és un club de futbol de la ciutat de Xàtiva (la Costera, País Valencià). Va ser fundat el 1932. El seu estadi és el Camp de Futbol La Murta. Actualment juga al grup III de la Segona Divisió B.

## Història
Els orígens del futbol a la ciutat de Xàtiva se situen el 1924, quan diversos equips de la ciutat van jugar els Campionats Valencians entre els quals destacava el Club Esportiu Xàtiva. L'actual Olímpic es va formar el 1932, i des de llavors ha estat el conjunt representatiu del municipi.
Tot jugant categories regionals i alguna aparició a Tercera Divisió, aconsegueix de nou l'ascens a aquest darrer nivell el 1944, on només hi roman una temporada. Aquesta nova aventura al tercer esglaó del futbol estatal es va allargar fins al 1951, quan perd la categoria a causa de problemes financers. Quatre anys després, retorna a Tercera Divisió.
Durant els sis anys següents, l'Olímpic va ser un dels grans equips de la categoria, guanyant en tres ocasions el seu grup, i per tant, va disputar els playoffs d'ascens a Segona, sense aconseguir-ho mai. Va perdre davant conjunts de la talla del Nàstic de Tarragona (1959), CD Màlaga (1960) o Atlètic Balears (1961), entre d'altres.
Passada aquesta època daurada, els de Xàtiva inicien un descens de competitivitat, que els durà a caure a les categories regionals a partir de la reestructuració de 1968. Tres anys després pugen a Tercera, i el 1977, assoleixen un nou ascens a la recentment creada Segona B. En eixe any queden vuitens i al següent, 78/79, són cuers i retornen a la 3a Divisió.
Després de diverses temporades a Tercera i a Regional, l'Olímpic apareix de nou a la Segona B el 1987. Eixa campanya, la 87/88 queda quart, la seua millor classificació des de l'establiment d'aquest nou nivell intermedi. El 1991 és de nou cuer. Aquesta nova etapa per Tercera i Regional s'allarga gairebé dues dècades, quan el 2011 puja a Segona B després de vèncer en playoffs al navarrès CD Izarra.

### Denominacions oficials
- Club Deportivo Olímpic (1932-1941)
- Club Deportivo Olímpico (1941-1977)
- Club Deportivo Olímpic (1977-actual)

## Dades del club
- Temporades a Primera divisió: 0
- Temporades a Segona divisió A: 0
- Temporades a Segona divisió B: 11
  - Millor posició: 4t (1987-88)
  - Pitjor posició: 20è (1978-79 i 1990-91)
- Temporades a Tercera divisió: 42

Últimes temporades:
- 2001-02: - Regional preferent
- 2002-03: - Regional preferent
- 2003-04: - Regional preferent
- 2004-05: - Regional preferent
- 2005-06: - Regional preferent
- 2006-07: - Regional preferent
- 2007-08: - Tercera divisió (19è)
- 2008-09: - Regional preferent
- 2009-10: - Tercera divisió (7è)
- 2010-11: - Tercera divisió (2n)
- 2011-12: - Segona divisió B (9è)
- 2012-13: - Segona divisió B (5è)
- 2013-14: - Segona divisió B (10è)
- 2014-15: - Segona divisió B (8è)
- 2015-16: - Segona divisió B (16è)
- 2016-17: - Tercera divisió (1r)
- 2017-18: - Tercera divisió (7è)
- 2018-19: - Tercera divisió

## Estadi
El seu estadi és el Camp La Murta, inaugurat el 1922 i amb capacitat per 9.000 persones. Des de 1920, ha sigut l'únic camp de futbol que ha tingut l'Olímpic.

## Palmarés
- Lliga de 3a Divisió (5): 1958-59, 1959-60, 1960-61, 1986-87, 2016-17
- Subcampió del Campionat d'Espanya d'Aficionats: 1934.